# Рихульф (архиепископ Майнца)
Рихульф (лат. Richulf; умер 19 августа 813, Майнц) — архиепископ Майнцский в 787—813 годах.

## Биография
Рихульф принадлежал к знатной франкской семье из Веттерау (ныне историческая область в Гессене). Правивший позднее Майнцем архиепископ Отгар Майнцский (умер в 847 году) был его племянником. Рихульф был учеником Алкуина, и принадлежал к узкому кругу представителей придворного духовенства и имперского епископата, концентрировавшихся вокруг Карла Великого. Ещё до своего посвящения в сан архиепископа выполнял дипломатические поручения Карла. Так, в качестве его посла Рихульф ездил к герцогу Баварии Тассилону III в 781 году. В том же году сопровождал Карла Великого в его поездке в Рим, также был спутником папы римского Льва III.
4 марта 787 года Рихульф был посвящён в сан архиепископа в соборе города Фрицлар — где некогда просветительствовал один из его предшественников, святой Бонифаций (который в числе прочих чудес уничтожил там священный для язычников дуб Донара). При Рихульфе и его наследнике Хайстульфе произошло упорядочение положения Майнцского архиепископства в составе Франкской церкви и создание Майнцского диоцеза. Оно заняло место в церковной иерархии, которое по достоинству равнялось таким крупнейшими церковными провинциями, как архиепископства Кёльнское, Трирское и Зальцбургское.
В 798 году Рихульф получил сан аббата Херсфельдского монастыря, которым управлял до своей смерти.
При Рихульфе в Майнце была построена церковь Святого Альбана (освящена 1 декабря 805 года). В капелле Бонифация он организовал постоянную усыпальницу майнцских архиепископов. Особое положение Рихульфа при Карле Великом характеризует тот факт, что а 794 году, вскоре после состоявшегося в том же году Франкфуртского синода, скончавшаяся королева франков Фастрада была похоронена в майнцской церкви св. Альбана. В 810 году Рихульф получил от папы Льва III для собора Святого Альбана мощи блаженного мученика Цезария. Покровительствовал также основанному своим предшественником Луллом монастырю Херсфельд. По поручению Карла Великого также неоднократно занимался делами монастыря Фульда, в том числе в спорных делах, связанных с претензиями епископа Вюрцбургского Беровельфа на синодах во Франкфурте-на-Майне (Франкфуртском соборе 794 года) и в Ахене (в 800 году). Совместно со своим братом совершил крупные земельные пожертвования в Фульдский монастырь.
Согласно свидетельствам, найденным в переписке Алкуина с его учениками, Рихульф был активным участником проводимых Карлом Великим реформ во Франкском государстве в области просвещения. В 811 году архиепископ был включён в завещание императора как один из свидетелей. Участвовал в подготовке реформаторских церковных синодов, одновременно прошедших в Арле, Майнце, Реймсе, Туре и в Шалоне-на-Соне. 9 июня 813 года руководил совместно с архиепископом Кёльнским Хильдебольдом церковным синодом в Майнце. Впоследствии некоторые историки и биографы Карла Великого (например, Ноткер Заика) приписывали Рихульфу чрезмерное тщеславие и любовь к роскоши.
Похоронен в основанном им соборе Святого Альбана в Майнце.